# Rich Kids (film)
Ne doit pas être confondu avec Rich Kids (groupe).
Pour plus de détails, voir Fiche technique et Distribution.
Rich Kids est un film américain réalisé par Robert Milton Young, sorti en 1979.

## Fiche technique
- Titre : Rich Kids
- Réalisation : Robert Milton Young
- Scénario : Judith Ross
- Musique : Craig Doerge
- Pays d'origine : États-Unis
- Format : Couleurs - 1,85:1 - Stéréo
- Genre : comédie dramatique
- Date de sortie : 1979

## Distribution
- Trini Alvarado : Franny Philips
- Jeremy Levy : Jamie Harris
- Kathryn Walker (en) : Madeline Philips
- John Lithgow : Paul Philips
- Terry Kiser : Ralph Harris
- David Selby : Steve Sloan
- Roberta Maxwell : Barbara Peterfreund
- Paul Dooley : Simon Peterfreund
- Irene Worth : la mère de Madeline
- Olympia Dukakis : l'avocate
- Jill Eikenberry : l'étudiante
- Patti Hansen : Beverly